# Peter Persson
Leif Peter Gunnar Persson, född 1 april 1955 i Norrköpings Hedvigs församling i Östergötlands län, är en svensk politiker (socialdemokrat). Han var kommunalråd och oppositionsråd i Jönköpings kommun åren 1991–2010; åren 2005–2006 var han kommunstyrelsens ordförande. Persson var under åren 1994–2012 ordförande för Jönköpings arbetarekommun. Han var ordinarie riksdagsledamot 2010–2020, invald för Jönköpings läns valkrets.
Efter gymnasieutbildning på Rikspappersskolan i Markaryd började Persson som instrumentmakare på Nymölla pappersbruk utanför Bromölla. Där arbetade han fram till 1985, då han började som ombudsman för Jönköpings arbetarekommun.
Peter Persson var omgift med Margareta Persson, socialdemokratisk riksdagsledamot åren 1994–2010, som avled 2015.
I april 2019 sjukskrev han sig från riksdagen då han uppträtt berusad under en rundvandring i riksdagen.